# Hradné lúky
Hradné lúky este o arie protejată (arie specială de conservare — SAC, sit de importanță comunitară — SCI) din Slovacia întinsă pe o suprafață de 59,64 ha, integral pe uscat.

## Localizare
Centrul sitului Hradné lúky este situat la coordonatele 48°35′48″N 19°21′30″E / 48.596545°N 19.358322°E.

## Înființare
Situl Hradné lúky a fost declarat sit de importanță comunitară în septembrie 2017 pentru a proteja 1 specie de plante și 2 specii de animale. Situl a fost protejat și ca arie specială de conservare în octombrie 2017.

## Biodiversitate
Situată în ecoregiunea alpină, aria protejată conține 3 habitate naturale: Pajiști cu Molinia pe soluri calcaroase, turboase sau argilos-nămoloase (Molinion caeruleae), Fânețe de joasă altitudine (Alopecurus pratensis, Sanguisorba officinalis), Liziere de ierburi înalte hidrofile de câmpie și de nivel montan până la alpin.
La baza desemnării sitului se află mai multe specii protejate:
- plante (1): Thesium ebracteatum
- nevertebrate (2): fluturele purpuriu (Lycaena dispar), Maculinea teleius